# Hjälp, vi har köpt en bondgård!
Hjälp, vi har köpt en bondgård! är en svensk TV-serie med Brita Zackari och Kalle Zackari Wahlström. Serien hade premiär på SVT1 och SVT Play den 2 april 2020. Seriens femte säsong hade premiär på SVT den 18 juli 2024 och sista avsnittet gick den 22 augusti samma år.

## Handling
Serien handlar om Brita Zackari och Kalle Zackari Wahlström som under lång tid drömt om lämna stressen och hetsen i storstaden för att bosätta sig på landet. För att förverkliga drömmen har Brita och Kalle köpt en bondgård.

## Avsnittsinformation

### Säsong 1
- Avsnitt 1: Kalle och Brita har köpt en bondgård för att lämna storstadsstressen. Kalle lär sig att såga plank medan Brita påbörjar ett renoveringsarbete av bostadshuset. Det visar sig att Brita är gravid.
- Avsnitt 2: Brita upptäcker att det finns mögel i huset och måste hitta en ny plats där familjen kan sova. Kycklingar, gårdens första djur, flyttar in.
- Avsnitt 3: Kalle ordnar två får till farmen, men hur ska han hindra dem från att rymma stup i kvarten? Brita har problem att välja rätt färg till köket.
- Avsnitt 4: Fåren ska klippas, Brita blir stångad i gravidmagen. Kalle börjar få igång odlingarna.
- Avsnitt 5: Kalle skaffar bin till gården. Brita får hjälp att renovera gårdens gamla dörrar.
- Avsnitt 6: Vad ska Kalle och Brita göra när det börjar regna in på gården? Brita ska även föda.
- Avsnitt 7: Vad ska Kalle göra med haren som äter upp alla grönsaker? Brita får problem med alla flugor i köket.
- Avsnitt 8: En duvhök hotar gårdens höns. Råttor invaderar gården och det får Brita att vilja flytta därifrån.